# Jesuskirken
Jesuskirken er en kirke i Valby i Danmark.
Kirken er tegnet af arkitekt Vilhelm Dahlerup for bygherren brygger Carl Jacobsen. Carl Jacobsens ønske var, at kirken skulle genlyde af smuk musik, og akustikken i kirken er god. Kirken rummer desuden to orgler, herunder det eneste orgel af den franske orgelbygger Cavaillé-Coll i hele norden, og huser en samling harmonier.
Kirken er opført som et mausoleum for Carl Jacobsen og hans familie, blandt andre hans mor Laura Holst. I krypten under kirken står familiens sarkofager.
Kirken er indviet d. 15. november 1891, mens selve det Jacobsenske familiekapel, krypten under kirken, indviedes allerede d. 31. januar samme år. Klokketårnet (kampanilen) stod først færdigt i 1895.
|  | Eftersyn Dette afsnit bør gennemlæses af en person med fagkendskab for at sikre den faglige korrekthed. |

Den egentlige kirkes nærmeste forbillede er Notre-Dame-la-Grande i Poitiers i det vestlige Frankrig. Kirken er meget utraditionel i sin indretning og har af nogle været kritiseret for at være blasfemisk, Carl Jacobsen var selv karakteriseret af sin egen præst som en fritænker. Pudsigt er det, at der sidder et pentagram på alteret, og bagsiden af kirken er prydet med to søjler og en bue med nogle af tegnene fra dyrekredsen mejslet ind, som er båret af hovederne af hhv. ”Den Grønne Mand” og ”Den Hornede Gud”. Toppen af buen bærer et ligebenet kors med et omvendt pentagram.
I alterrummet er der foroven en frise, hvor bl.a. Godfred af Bouillon er afbildet, og man ser Johannes Døberen og Maria Magdalene ved foden af Jesus på korset. Kirken prydes af tolv glasmosaikker, heriblandt en mosaik af Moses med horn. Vinduesrosen over indgangspartiet, tegnet og udført af glarmester August Duvier, er nordens største. Rosen måler 4,50 meter i diameter og i midten er anbragt en urskive på 1,75 meter i diameter, hvilket er en usædvanlig tilføjelse. Det mest fremtrædende budskab i kirken er sætningen "Du er Kristus" som er malet på toppen af buen ind til alterrummet.
Foran kirken står J.A. Jerichaus krucifiks, som kort efter færdiggørelsen af kirken erstattede en kopi af Michelangelos Moses-statue i kirken San Pietro in Vincoli i Rom. Niels Hansen Jacobsens dystre skulptur Trold, der vejrer kristenblod, som truende greb efter krucifikset, blev placeret på pladsen udenfor kirkens grund. Den blev dog for meget for nogle, og den blev anbragt i Glyptotekshaven. I dag står der igen en kopi af trolden.
Kirken er orienteret nord–syd med alteret placeret i den sydlige del af kirken.
- Østfacaden
- Interiør
- Krypten

## Eksterne kilder og henvisninger
- Wikimedia Commons har flere filer relateret til Jesuskirken
- Billede af Buen
- Jesuskirkens historie
- Jesuskirken Arkiveret 29. september 2020 hos  Wayback Machine hos nordenskirker.dk
- Jesuskirken hos KortTilKirken.dk